# Svartkronad tityra
Svartkronad tityra (Tityra inquisitor) är en fågel i familjen tityror inom ordningen tättingar.

## Utbredning och systematik
Svartkronad tityra delas in i sex underarter:
- T. i. inquisitor - förekommer från tropiska sydöstra Brasilien (södra Piauí) till östra Paraguay och nordöstra Argentina
- T. i. albitorques - förekommer i tropiska östra Panama, nordvästra Bolivia och västra Amazonområdet (Brasilien)
- T. i. buckleyi - förekommer i tropiska sydöstra Colombia (Caqueta) och östra Ecuador (Napo-Pastaza)
- T. i. erythrogenys - förekommer från tropiska östra Colombia till Venezuela, Guyana och norra Brasilien
- T. i. fraserii - förekommer från tropiska sydöstra Mexiko (San Luis Potosí) till centrala Panama
- T. i. pelzelni - förekommer i tropiska nordöstra Bolivia, Mato Grosso och Brasilien söder om Amazonområdet

Taxonet Tityra leucura, "vitstjärtad tityra", betraktas oftast som en avvikande subadult individ av svartkronad tityra, men sedan 2016 urskiljs den som egen art av Birdlife International, IUCN och Handbook of Birds of the World efter observationer från 2006 av en adult mycket lik individ. Formen eller arten förekommer i sydcentrala amazonska Brasilien från Río Madeira och Río Tapajós flodområde, men har också rapporerats från norra Mato Grosso (Cristalino).

## Status
IUCN kategoriserar arten som livskraftig. Taxonet leucura placeras i hotkategorin kunskapsbrist.